# Viars
Viars és un indret del terme municipal de Conca de Dalt, a l'antic terme d'Hortoneda de la Conca, al Pallars Jussà, en territori del poble de Pessonada. Està situat al sud-oest de Pessonada, a migdia de la Vinya i al sud-est de Llagunes, a l'extrem sud-oest del Serrat Gros. És també al nord dels Noguers de Santa.